# Falguera banya d'ant
La falguera banya d'ant (Platycerium bifurcatum) és una espècie de falguera de la família Polypodiaceae nativa del sud-est d'Austràlia i de l'illa de Lord Howe. És un epífit dels boscos plujosos.
Platycerium bifurcatum es cultiva molt com planta ornamental. L'etimologia del nom científic, «Platycerium», prové del grec i fa referència a les banyes planes semblants a les de l'ant.

## Descripció
És una falguera composta d'una massa de plantes, cadascuna d'elles consta d'una fulla de 12 a 30 cm d'ample que creix sobre l'escorça d'un arbre. Hi ha fulles estèrils i de fèrtils, aquestes segones fan de 25 a 90 cm i són erectes.

## Cultiu
Prefereix la llum directa del matí i necessita temperatures superiors a 15 °C, tolera la sequedat de les habitacions amb calefacció. No s'han de polvoritzar les seves fulles amb aigua.